# GPWS
GPWS - Ground Proximity Warning System je sistem na letalu ali drugemu zrakoplovu, ki pilota obvešča o geografskih ovirah in tako prepreči kontroliran let v teren - (CFIT). Kdaj se uporablja tudi termin TAWS - terrain awareness warning system.
V 1960ih je bilo več nesreč, ko je povsem delujoče letalo zaradi pilotove napake v navigaciji zadelo geografske oviro.Leta 1974 je ameriška FAA zahtevala uporabo GPWS na vseh turbinskih letalih. ICAO je predlagala uporabpo GPWS leta 1979.Marca 2000 je FAA zahtevala uporabo na vseh turbinskih zrakoplovih z 6 ali več sedeži.
GPWS naj bi izumil kanadski inženir C. Donald Bateman
GPWS sistem daje različna opozorila:
1. Prevelika hitrost spuščanja ("SINK RATE" "PULL UP")
2. Približevanje terenu ("TERRAIN" "PULL UP")
3. Izguba višine po vzletu pri veliki moči motorja ("DON'T SINK")
4. Prenizka višina v nepravilni konfiguraciji ("TOO LOW – TERRAIN" "TOO LOW – GEAR" "TOO LOW – FLAPS")
5. Preveč nizka višina pri ILS priletu ("GLIDESLOPE")
6. Prevelik kot nagiba ("BANK ANGLE")
7. Nevarnost strižnega vetra ("WINDSHEAR")